# 阿曼多·科斯塔
阿曼多·卡洛斯·席尔瓦·科斯塔（葡萄牙語：Armando Carlos Silva e Costa，1983年6月3日—），安哥拉男子篮球运动员。他曾代表安哥拉队获得4次非洲篮球锦标赛冠军。他也代表国家参加了2008年北京奥运会，结果获得第12名。